# Trường Trung học phổ thông chuyên Lê Quý Đôn, Khánh Hòa
Trường Trung học phổ thông chuyên Lê Quý Đôn, Khánh Hòa có thể là:
- Trường Trung học phổ thông chuyên Lê Quý Đôn, phường Nam Nha Trang, tỉnh Khánh Hòa
- Trường Trung học phổ thông chuyên Lê Quý Đôn, phường Đông Hải, tỉnh Khánh Hòa